# 룩셈부르크 대공비 마리아 테레사
마리아 테레사 메스트르(프랑스어: María Teresa Mestre, 1956년 3월 22일 ~ )는 룩셈부르크 대공비로, 스페인계 쿠바 부르주아지 집안의 여성이다. 1981년 룩셈부르크의 앙리와 결혼하였다.

## 자녀
- 룩셈부르크 대공세자 기욤 : 1981년 11월 11일생, 2012년 스테파니 드 라누아 여백작과 결혼하여 2남을 두었다.
- 룩셈부르크 공자 펠릭스 : 1984년 6월 3일생, 2013년 클레르 라데마허와 결혼하여 2남 1녀를 두었다.
- 룩셈부르크 공자 루이 : 1986년 8월 3일생, 2006년 대공위 계승권을 포기하고 테시 앙토니와 결혼하여 2남을 두었으나 2019년 이혼하였다.
- 룩셈부르크 공녀 알렉상드라 : 1991년 2월 16일생, 2023년 니콜라스 바고리와 결혼하여 1녀를 두었다.
- 룩셈부르크 공자 세바스티앙 : 1992년 4월 16일생